# Роберт Хвастек
Ро́берт Хва́стек (пол. Robert Chwastek, *11 вересня 1988, Хожув) — польський професіональний футболіст, півзахисник, проте може грати і на позиції лівого захисника.

## Біографія
Вихованець КС «Стадіон Сілезький» (Хожув). Потім виступав у «Юзефці» Хожув, «Зантці» Хожув, УКС СМС «Лодзь», УКС СМС «Балуч», ГКС «Белхатув».
Сезон 2008/09 розпочав у плоцькій «Віслі», де зіграв 27 матчів у І лізі і 2 в Кубку Польщі. У Плоцьку дебютував 9 серпня 2008 у виграній зустрічі 3:1 проти ГКС (Катовиці). Перший гол у І лізі забив на 50 хвилині програної зустрічі з «Мотором» у Любліні, яка закінчилася з рахунком 2:1.
2012 року перейшов у «Долькан» (Зомбки).
2013 року перейшов у «Рух» (Хожув).